# 長田徹
長田 徹（おさだ とおる、1945年（昭和20年）12月17日 - ）は、日本の政治家。元長崎県壱岐市長（1期）。旭日双光章受章。

## 来歴
長崎県壱岐郡勝本町出身。1968年、名古屋商科大学卒。卒業後は帰郷し、壱岐観光協会青年部長、郷ノ浦町商工会理事、壱岐島民世話人会会長を経て、1991年、郷ノ浦町議会議員となり、3期務める。2003年の郷ノ浦町長選挙に立候補したが、落選した。翌2004年、郷ノ浦町は島内の勝本町、芦辺町、石田町と合併、壱岐市が発足した。合併後の市長選挙に立候補し、元芦辺町長の白川博一と元郷ノ浦町長の長嶋立身を破って当選した。2008年の市長選挙も前回と同じ顔ぶれで、再選を目指したが、前回次点の白川博一に敗れた。

## 栄典
- 2016年4月 春の叙勲で地方自治功労により旭日双光章を受章した[5]。